# بتا-کاروتن
بتاکاروتن  (به انگلیسی: β-Carotene)،یک رنگدانه زرد-نارنجی است که در گیاهان و میوه‌ها از جمله فلفل دلمه‌ای سبز زرد و نارنجی هویج و کدو تنبل یافت می‌شود. این ترکیب پیش ساز ویتامین آ است یعنی در بدن تبدیل به ویتامین A میشود.
بتاکاروتن ترکیبی آلی است که به عنوان ترکیب ترپن‌دار طبقه‌بندی شده‌است. بتاکارتن را همچنین در برخی داروها از جمله قرص جوشان (ویتامین ث) برای ایجاد رنگ طبیعی استفاده می‌کنند.
بتا کاروتن یک پروتئین بسیار بااهمیت برای بدن انسان است که کمبود آن در بدن باعث به وجود آمدن انواع سرطان ها مانند سرطان روده و ریه می شود.
این ماده یکی از مهم ترین پیش سازهای ویتامین آ است.
کمبود این ماده تاثیر به سزایی در تولید ویتامین آ در بدن دارد.